# 今鹰真
今鷹真（今鷹眞、いまたか まこと，1934年2月28日—），日本中国文学研究者。名古屋大学名誉教授。

## 生平
他在中国上海出生。就读于京都大学文学部中国文学科，并在该校研究生院博士课程毕业。1966年，任京都大学文学部研究助理、1967年，任名古屋大学教養部講師、1970年，任同学部助教授。1972年，任名古屋大学文学部助教授、1978年，任教授。2001年，到龄退休。后任名古屋大学名誉教授、金城学院大学教授。

## 著書
- 《中国詩文選5 諸子百家》筑摩書房 1975年
- 《鑑賞中国の古典15　蒙求》角川書店 1989年，角川索菲亚文库（节选版），2010年（ Beginners Classics 系列 ）

## 译註
- 《世界古典文学全集20 司馬遷 史記列传》筑摩書房 1969年，1982 年、2005 年等多次再版
  - 司馬遷《史記列传》与小川環樹、福岛吉彦合译 岩波文庫（全5卷），1975年；宽版2015-2016年
- 《中国古典詩集　唐詩・宋詩・宋詞》筑摩書房〈世界文学大系7B〉1963年。其中 “唐诗” 部分由吉川幸次郎编订、校阅，多人合译
  - 新装版《筑摩世界文学大系8　唐宋詩集》 筑摩書房, 1975年。后者（宋诗部分）由小川环树与村上哲见负责
  - 《唐詩選》 筑摩書房〈筑摩叢書〉, 1973年、復刊1985年。筑摩書房〈世界文学全集9〉1969年
    - 改訂版《唐詩選》筑摩学艺文库（上・下）1994年
- 伯顿·沃森《司馬遷》 筑摩書房〈筑摩叢書〉1965年、復刊1985年
- 《世界古典文学全集24 三国志 A魏書 B蜀書》（与井波律子、小南一郎合译）筑摩書房 1977-1982年
  - 陳寿/裴松之注《正史三国志》ちくま学芸文庫（全8卷），1992-1993年
- 司馬遷《史記世家》小川環樹・福島吉彦共译、岩波文庫（全3卷）1980-1991年
- 《弘法大師空海全集 第6巻 詩文篇2 性灵集》（合译），筑摩书房，1984年，2001年再版

## 論文
- 《〈史记〉中体现的司马迁的因果报应思想与命运观》1958年
- 《思想の動向》1966年
- 《关于后汉时期七言人物评语》1975年
- 《<三國志集解>補》 1989-97年
- 《中国思想史上 “心” 概念的成立及其展开》1990年
- 《关于〈墨子〉的押韵》1993年
- 《〈史记〉中第二人称代词的特征》1998年

## 脚注
1. 1 2 3 4 5 6 7 8 9 10  , 名古屋大學中國語學文學會, 1997-12  [2021-12-31], doi:10.18999/joucll.10.1 （日语）